# Núi Đại Bình
Núi Đại Bình (hay còn gọi là núi Spung) là một ngọn núi nằm ở Lâm Đồng, Việt Nam. 